# Controle acionário
Controle acionário é a posse, por um acionista ou grupo de acionistas, da maior parcela de ações com direito ao voto, de uma empresa, garantindo o poder de decisão sobre ela.